# Co na to ludzie
Co na to ludzie – album zespołu Oddział Zamknięty, wydany w roku 2001 nakładem wydawnictwa Infos.
Zdjęcia: Maciej Borowski, Aleksandra Zielińska-Łapińska.

## Lista utworów
1. „Wszystko możesz mieć” – 3:37
2. „Ucisz się” – 3:05
3. „Już nie wyrabiam” – 4:13
4. „Moje życie, moja sprawa” – 4:02
5. „Świat jest dla ciebie” – 3:32
6. „Był taki facet” – 3:35
7. „Dosyć” – 3:16
8. „Spotkanie z diabłem” – 3:16
9. „Nie mów nie” – 3:45
10. „Niepotrzebnie” – 3:50
11. „Schizol” – 3:37
12. „Jak anioły” – 3:45
13. „Bez ciebie” – 5:34
14. „Co na to ludzie” – 7:40

## Muzycy
- Marcin Czyżewski – śpiew
- Wojciech Pogorzelski – gitara
- Tomasz Rząd – gitara
- Jacek Korzeniowski – instrumenty klawiszowe
- Paweł Mąciwoda – gitara basowa
- Dariusz Henczel – perkusja

gościnnie
- Artur Gadowski – śpiew
- Kamil Kuźnik – chórki
- Tomasz Spodyniuk – harmonijka ustna